# Цибульская, Юлия Георгиевна
Ю́лия Гео́ргиевна Цибу́льская (рум. Iulia Ţibulschi, пол. Julia Cybulska; род. 15 июня 1933, Леово, Бессарабия) — молдавский советский композитор, музыковед, педагог. Член Союза композиторов СССР (1977). Заслуженный деятель искусств Молдавии (1992) .

## Биография
Окончила Кишинёвское музыкальное училище (1954), теоретико-композиторский факультет Ленинградской консерватории имени Н. А. Римского-Корсакова (1960). Занималась исследованием фольклорных мотивов в творчестве Кароля Шимановского, Фредерика Шопена.
Среди преподавателей консерватории, определивших дальнейший творческий путь Юлии Цибульской, — В. Н. Салманов (оркестровка, композиция), Алла Петровна Маслаковец (ученица Марии Юдиной, фортепиано), Ф. А. Рубцов (фольклор), Александр Наумович Должанский (полифония).
С 1960 по 1974 год — преподаватель Кишинёвской консерватории (Института искусств имени Г. Музическу). С 1974 по 1977 год — научный сотрудник отдела этнографии и искусствознания при Академии наук Молдавской ССР. С 1977 по 1988 год — музыкальный редактор в издательстве «Литература артистикэ». Выступила там инициатором и реализатором первых нотных публикаций Булата Окуджавы и Сергея Кутанина (1980) , Юрия Садовника, Иона Алди-Теодоровича, Михая Долгана и Валентина Дынги (1982).
В настоящее время проживает в Нюрнберге (Германия).

## Награды и звания
- Член Союза композиторов СССР (1977)
- Премия имени Н. К. Крупской от Министерства просвещения Молдавской ССР — за достойный вклад в музыкальное воспитание подрастающего поколения
- Заслуженный деятель искусств Молдавии (1992)
- Премия ЮНЕСКО — за лучшее хоровое сочинение для смешанного хора («Колыбельная») (1995)

## Музыка
- Думитра Думбрэвяну. "Прекрасен лес цветком". (Ю.Цибульская – Г.Виеру)
- Хор "Молдова". "Нет в том вины Христа". ([Ю.Цибульская – Г.Виеру)
- Песни Юлии Цибульской в исполнении автора Архивная копия от 22 октября 2013 на Wayback Machine
- Презентация винилового диска Юлии Цибульской